# 恰克瓦河
恰克瓦河（烏克蘭語：Чаква），是烏克蘭的河流，位於該國西北部羅夫諾州，屬於戈倫河的支流，發源自克莱西夫附近，河道全長36公里，流域面積368平方公里。